# Museum des Warschauer Aufstandes
Das Museum des Warschauer Aufstandes (polnisch Muzeum Powstania Warszawskiego) ist ein Geschichtsmuseum in Warschau. Es thematisiert die Ereignisse des Warschauer Aufstandes, der vom 1. August bis zum 2. Oktober 1944 dauerte. Das Museum war das erste multimediale Museum Polens.
Es wurde am Vortag des 60. Jahrestags des Ausbruchs des Warschauer Aufstandes, am 31. Juli 2004, im Gebäude des stillgelegten Straßenbahn-Elektrizitätswerkes an der Ulica Grzybowska 79 im Stadtteil Wola, vom damaligen Warschauer Stadtpräsidenten Lech Kaczyński feierlich eröffnet.
Die Dauerausstellung würdigt zum einen den Einsatz der Aufständischen für ein freies Polen und legt zum anderen einen Schwerpunkt auf das Engagement der Zivilgesellschaft und auf die demokratischen Strukturen, die sich in diesem zwei Monate lang existierenden unabhängigen polnischen „Staat“ etablieren konnten. Neben dem Aufstand selbst werden die Grauen der vorhergehenden Besatzung, der internationale Kontext des Aufstandes sowie das Schicksal der Aufständischen in der polnischen Volksrepublik thematisiert.
Das Museum versteht sich auch als kulturelle Institution und führt wissenschaftliche und pädagogische Projekte zu Themen des Warschauer Aufstandes und zu Warschau durch. Eines der größten Projekte ist das „Archiwum Historii Mówionej“ (Archiv der erzählten Geschichte), das im Sinne der Oral History Videoaufnahmen von den Erinnerungen der Aufstandsteilnehmer sammelt. Das dem Museum angeschlossene Stefan-Starzyński-Institut beschäftigt sich mit dem modernen Warschau und organisiert Vortragsreihen, Festivals, Konferenzen und Wettbewerbe zur modernen Stadtgeschichte Warschaus.

## Entstehungsgeschichte des Museums

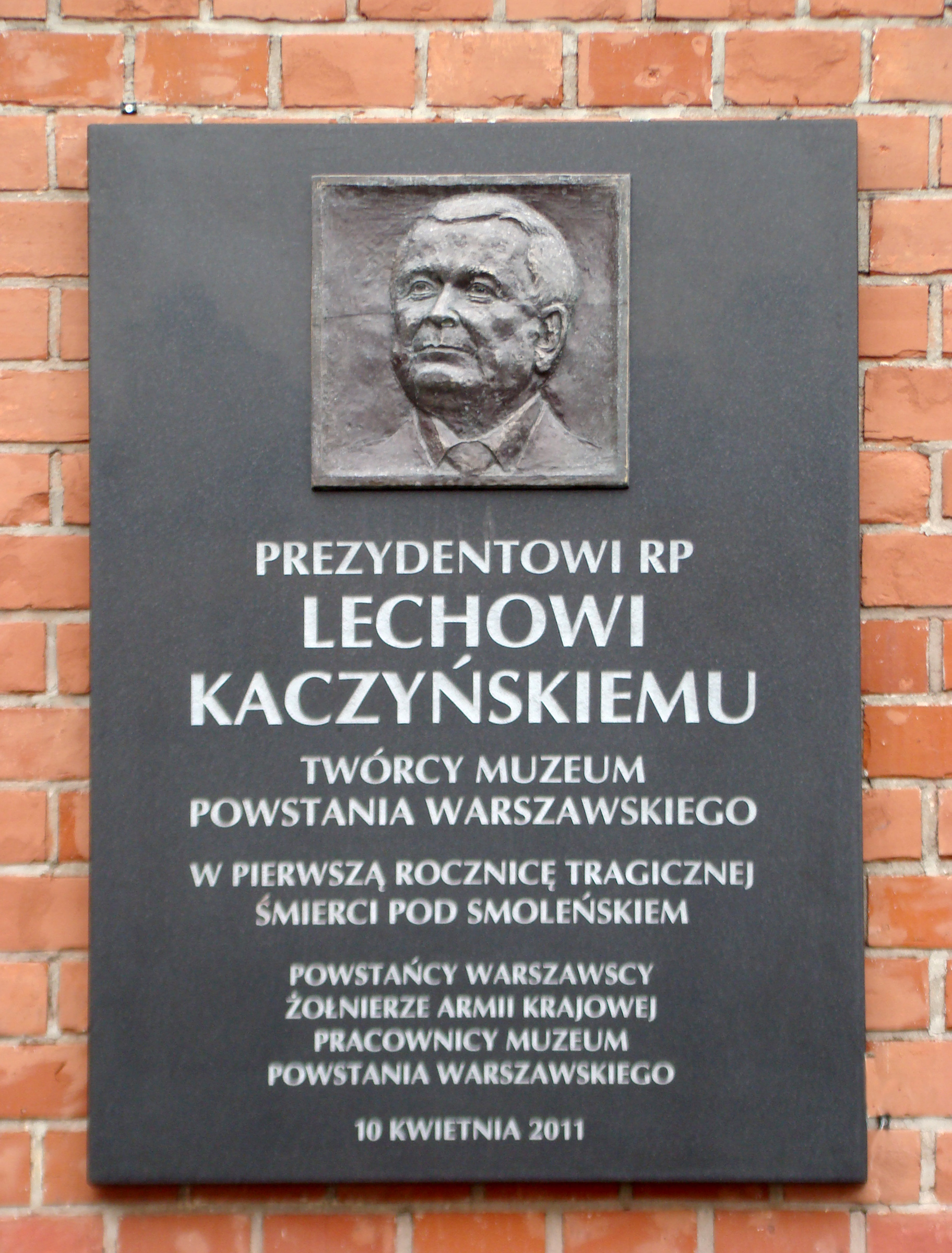
Gedenktafel zu Ehren von Präsident Lech Kaczyński

Aus politischen Gründen war es viele Jahre lang nicht möglich, ein Museum für den Warschauer Aufstand zu errichten. Über die Notwendigkeit eines Museums wurde schon 1956 diskutiert, als es zu einer Periode der Entstalinisierung kam; allerdings konnten keine konkreten Schritte unternommen werden. 1981 wurde ein Komitee zum Bau eines Museums für den Warschauer Aufstand gegründet, das aber durch die Ausrufung des Kriegszustands im Dezember 1981 wieder aufgelöst wurde.
1983 rief der damalige Oberbürgermeister Warschaus, General Mieczysław Dębicki, ein Museum des Warschauer Aufstandes ins Leben, allerdings als Abteilung des Historischen Museums der Stadt Warschau. Es wurde begonnen, Exponate zu sammeln. 1984 schrieb der damalige Direktor des Historischen Museums, Prof. Janusz Durko, in Zusammenarbeit mit der Verband der polnischen Architekten einen Wettbewerb für das Projekt Museum des Warschauer Aufstandes aus. Es gewann ein Entwurf von Konrad Kucza-Kuczyński, Andrzej Miklaszewski und Zbigniew Pawłowski. 1994 wurde der Grundstein gelegt, der Bau konnte aber nicht begonnen werden, weil die Eigentumsverhältnisse des dafür vorgesehenen Gebäudes an der Bielańska-Straße nicht geklärt werden konnten.
2002 versprach Lech Kaczyński nach seiner Wahl zum Oberbürgermeister von Warschau den Aufständischen, dass das Museum zum 60. Jahrestag des Ausbruchs des Warschauer Aufstandes fertiggestellt sein werde. Im Juli 2003 fielen die wichtigsten Entscheidungen: Ein Bevollmächtigter für den Bau des Museums (der spätere Direktor Jan Ołdakowski) wurde ernannt und ein wissenschaftlicher Beirat sowie ein Ehrenbeirat ins Leben gerufen. Die Arbeitsgruppe unter Leitung des Bevollmächtigten wählte die Mitglieder beider Beiräte aus, die dann vom Oberbürgermeister berufen wurden. Da die Eigentumsverhältnisse des Grundstücks an der Bielańska-Straße endgültig nicht geklärt werden konnten, bestimmte Lech Kaczyński das ehemalige Elektrizitätswerk der Straßenbahn an der Grzybowska-Straße zum Standort.
Schließlich verabschiedete der Warschauer Stadtrat im Dezember 2003 eine Resolution über die Entstehung einer neuen kulturellen Institution – das Museum des Warschauer Aufstandes.
Den Wettbewerb über das architektonische Konzept des Gebäudes, der im August 2003 ausgerufen wurde, gewann das Projekt des Krakauer Architekten Wojciech Obtułowicz, der unter anderem den polnischen Pavillon für die Expo 2000 in Hannover entwarf. Den Wettbewerb für die Gestaltung der Ausstellung gewannen Jarosław Kłaput, Dariusz Kunowski und Mirosław Nizio. Die Arbeiten begannen im April 2004 und wurden in den darauffolgenden nächsten Monaten in drei Schichten ausgeführt, 24 Stunden am Tag. Dank der Anstrengungen und des großen Engagements aller Beteiligten konnte das Museum am 31. August 2004 eröffnet werden. Seither wurde die Dauerausstellung ständig ergänzt, ihre aktuelle und endgültige Form erhielt sie im Frühjahr 2006.

## Geschichte des Museumsgebäudes
Mit der Entscheidung, das Museum des Warschauer Aufstandes im ehemaligen Elektrizitätswerk der Straßenbahn an der Grzybowska-Straße anzusiedeln, wurde eine der letzten bedeutenden historischen Industrieruinen Warschaus einem neuen Zweck zugeführt.
Das in den Jahren 1904–1908 erbaute Kraftwerk wurde im September 1939 ernsthaft beschädigt. Am ersten Tag des Warschauer Aufstandes, am 1. August 1944 konnte die Einheit „Kedyw“ hier den Angriffen der Wehrmacht und deutscher Gendarmerie zunächst noch standhalten. Am 6. August jedoch kehrten die Angreifer zurück, eroberten das Gebäude und erschossen die Angestellten des Kraftwerks, die bis dahin ausgeharrt hatten. Nach dem Krieg wurde die Anlage in ein Fernheizwerk umfunktioniert.
Im Zuge der Renovierungsarbeiten 2004 wurde die in den 1970er Jahren grau verputzte Fassade wieder freigelegt, so dass die ursprüngliche Ziegelfassade zum Vorschein kam. Hinzugefügt wurde außerdem ein 32 Meter hoher Turm, an dem schon von weitem das Symbol des kämpfenden Polens sichtbar ist. Der Turm, dessen Gestalt an die Ruinen Warschaus erinnert, verfügt über eine Aussichtsterrasse, von der aus man das Panorama der Innenstadt und von Wola betrachten kann.

## Dauerausstellung

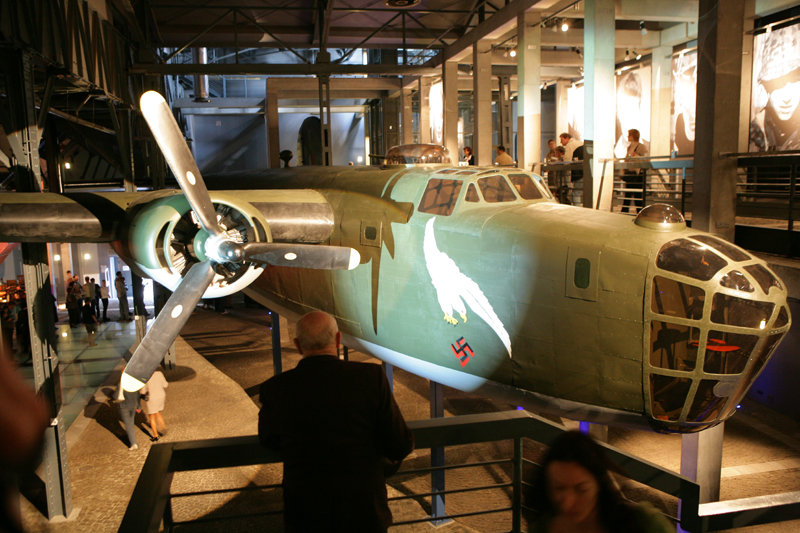
B-24 Liberator der Royal Air Force

Die Dauerausstellung verteilt sich auf vier Ebenen (Erdgeschoss, Zwischengeschoss, 1. Stock und Untergeschoss) über insgesamt 3000 m². Es gibt ca. 750 Ausstellungsgegenstände, ca. 1000 Fotografien, 225 Tafeln mit biographischen und historischen Informationen sowie diverse Stadtpläne, Landkarten und Filmausschnitte, die chronologisch und thematisch geordnet sind. Audioguides auch in Deutsch stehen zur Verfügung.
Die Ausstellung beginnt chronologisch mit dem Überfall auf Polen durch deutsche und sowjetische Truppen im September 1939 und thematisiert dann die Besatzungszeit, die Aktion „Burza“ (der polnischen Heimatarmee-AK, auf Deutsch Sturm, Gewitter), die Vorbereitungen für den Aufstand, seinen Ausbruch und Verlauf, die Situation auf internationaler Ebene im Jahr 1944 und die Errichtung der kommunistischen Parallelregierung in Lublin. Sie endet mit der Dokumentation des Schicksals der Aufständischen in der Volksrepublik Polen nach 1945.
Das Museum verwendet audiovisuelle und multimediale Kommunikationstechniken. Durch alle drei Ausstellungsebenen zieht sich ein steinernes Monument, das das  schlagende „Herz“ der Hauptstadt symbolisiert. Kommt man näher, kann man aus verschiedenen Öffnungen Originalgeräusche aus dem aufständischen Warschau hören: pfeifende Kugeln, Gebete, Lieder und das Einschlagen von Bomben.

### Erdgeschoss

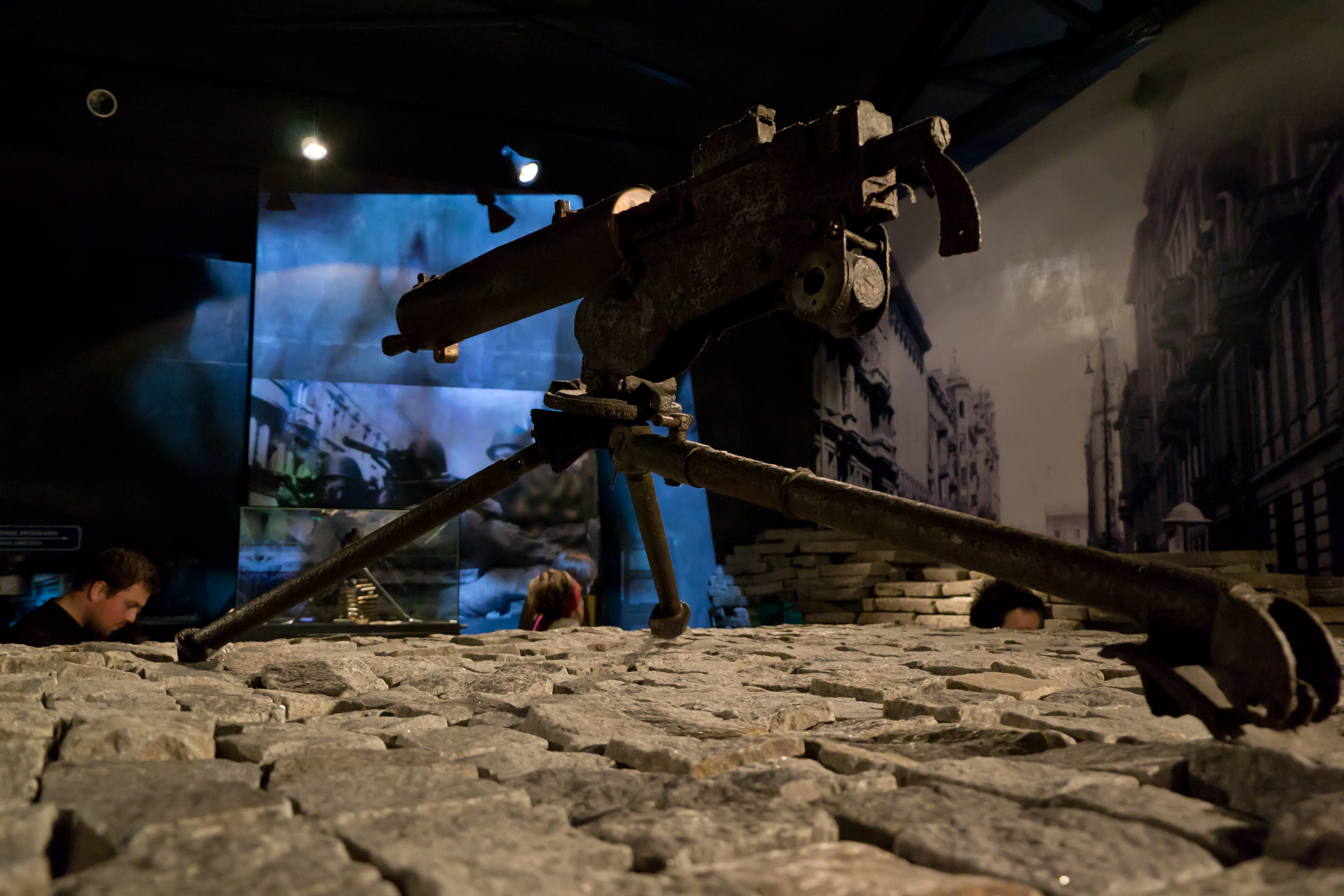
Altes Maschinengewehr

Der Ausstellungsteil im Erdgeschoss zeigt die Besatzungszeit und die Planung und den Beginn des Aufstandes, die „Godzina W“ (Stunde „W“, das W steht für wybuch, d. h. Ausbruch). Beispielhaft für die Vernichtungspolitik der deutschen Besatzer stehen Palmiry und das Pawiak-Gefängnis. Ein Übersichtsplan der Struktur des polnischen Untergrundstaates vermittelt einen Eindruck über die Organisation des alltäglichen Lebens in der besetzten Hauptstadt. Die Tafeln zur Aktion „Burza“ (Sturm) dokumentieren die unmittelbare Vorgeschichte des Aufstandes. Das ausdrucksstärkste Symbol der „Godzina W“ ist eine Uhr, die um 17:00 Uhr (der offizielle Beginn des Aufstandes am 1. August 1944) stehengeblieben ist. Die Atmosphäre der ersten Tage des Aufstandes wird durch die zahlreichen polnischen Flaggen und die Fotos von Eugeniusz Lokajski wiedergegeben, die fröhliche und erleichterte Gesichter zeigen.
Ein ganzer Raum ist dem Presse- und Druckwesen der Aufstandstage gewidmet, hier gibt es vollfunktionsfähige Druckmaschinen aus den 40er Jahren, die die Bekanntmachung vom 3. August 1944 über den Beginn des Aufstands nachdrucken. Darüber hinaus dokumentiert der Raum ausführlich die zahlreichen Zeitungen verschiedener politischer Richtungen, die während des Aufstands erscheinen konnten.
Im speziell für Kinder vorgesehenen „Saal des kleinen Aufständischen“, der einzigen Einrichtung dieser Art in Polen, erläutern Pädagogen den Kindern anhand von Beispielen aus dem Aufstand wie man sich in der Zivilgesellschaft engagieren kann. Im Raum befinden sich Spielzeug und Kinderbücher aus der Vorkriegszeit, zum Beispiel der Nachbau eines Puppentheaters, das während des Aufstands Vorstellungen gegeben hat sowie Flugzeugmodelle und Sandsäcke, aus denen man Barrikaden bauen kann. Waffen sind im „Saal des kleinen Aufständischen“ verboten.

### Zwischengeschoss
Ein Aufzug befördert die Besucher in das Zwischengeschoss in den zweiten Ausstellungsteil, der den Mittelpunkt der Dauerausstellung bildet. Er ist dem Schicksal und Engagement der Zivilgesellschaft sowie den Kampfhandlungen während der ersten Hälfte des Aufstandes, im August 1944, gewidmet. In einem Zelt (der Nachbildung eines Exhuminierungszeltes des Roten Kreuzes) erinnern Exhuminierungsprotokolle und die Erzählung einer Überlebenden an den Massenmord an der Zivilbevölkerung in Wola, dem in der ersten Augustwoche ca. 40.000 Menschen zu Opfer fielen. Die Dokumentation dieses Verbrechens ist in der Mitte des Ausstellungsraums angesiedelt. Um das Zelt herum werden verschiedene Aspekte des zivilen Lebens dokumentiert: die Organisation der Versorgung mit Lebensmitteln, Konzerte und Theatervorstellungen berühmter Künstler, das religiöse Leben und die Krankenhäuser, in denen neben verletzten Aufständischen auch Wehrmachtssoldaten behandelt wurden. Eine Leinwand zeigt Filmmaterial, das die Informationsabteilung der Heimatarmee während des Aufstandes gedreht hat und als aktuelle Nachrichtensendung im Warschauer Kino „Palladium“ zeigte.

### Erstes Obergeschoss

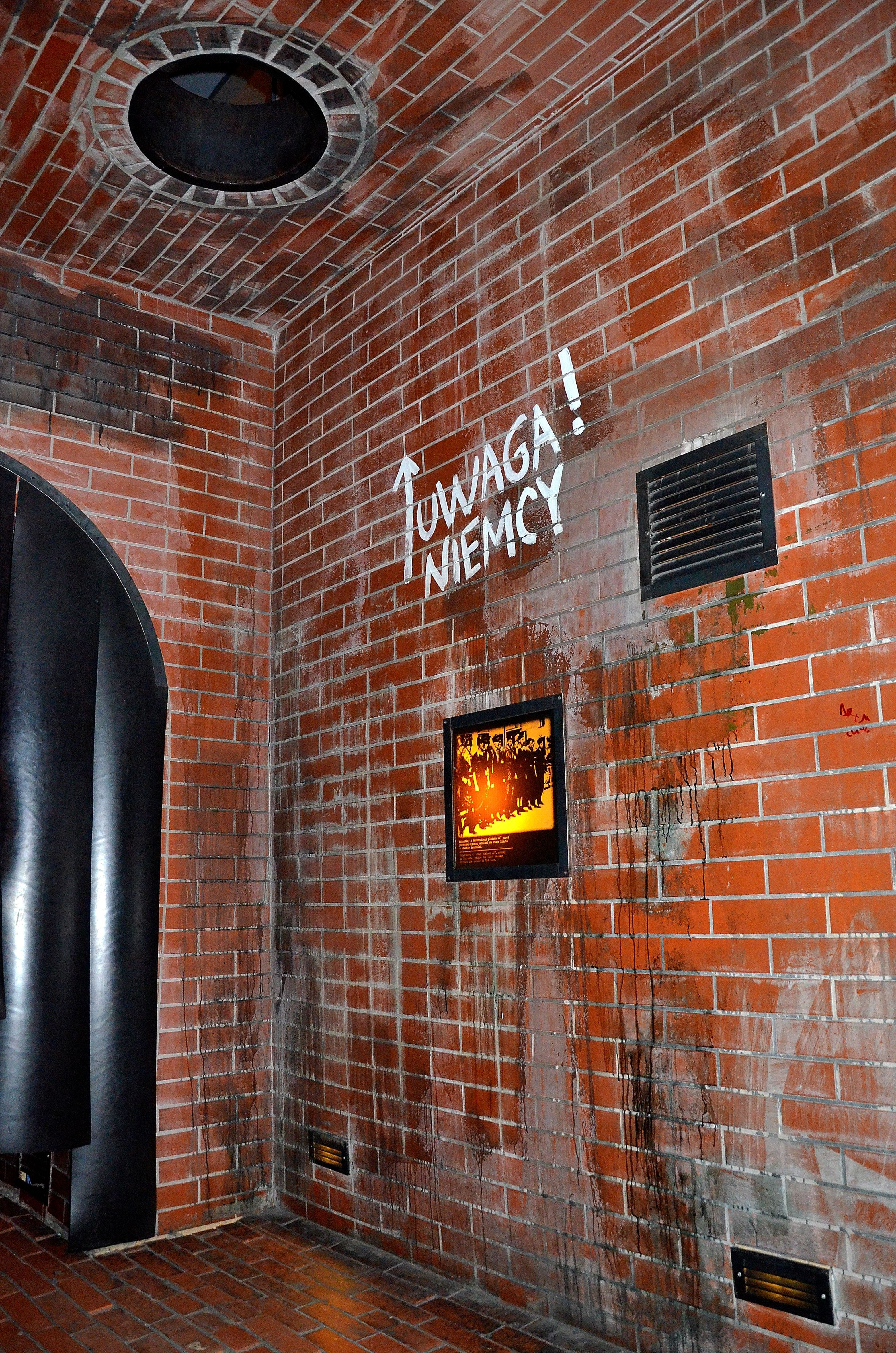
Attrappe des Warschauer Abwasserkanals

Durch einen nachgebauten Abwasserkanal (Kanäle wurden während des Aufstandes als Informations- und Fluchtwege genutzt) und über eine Treppe gelangt man hinunter in den dritten Ausstellungsteil, der die Ereignisse im September 1944 thematisiert. Ein Gräberfeld dokumentiert das Elend der Zivilbevölkerung und die immer schwieriger werdenden Bedingungen, unter denen die Bevölkerung ausharren musste. Am Ende steht die Kapitulation: die Entwaffnung der Aufständischen und Verschickung in die Kriegsgefangenschaft, die Vertreibung der Zivilbevölkerung aus der Stadt, die anschließende systematische Plünderung und Vernichtung von Kulturgütern und die Sprengung der noch erhaltenen Gebäude. Hier befinden sich auch Informationen zur Konferenz von Jalta und eine Dokumentation des Schicksals der Aufständischen in der polnischen Volksrepublik.
In zwei separaten Räumen werden zwei Themen behandelt, die einen interessanten Einblick in das alltägliche Leben während des Aufstandes geben: die Post, die während des Aufstandes durch Pfadfinder ausgetragen wurde, und die Radiostation, dank der aktuelle Informationen zur Lage in Warschau in der ganzen Welt empfangen werden konnten.

### Zweite Ausstellungshalle – Halle B
Die zweite Ausstellungshalle wird beherrscht von einem Nachbau des Flugzeugs Liberator B-24J, einem der britischen Flugzeuge, die über dem aufständischen Warschau Waffen und Lebensmittel abwarfen. Dieses Flugzeug, das von einer polnischen Mannschaft geflogen wurde, die seit 1939 in die Royal Air Force eingegliedert waren, wurde auf dem Rückflug von Warschau von der deutschen Luftwaffe abgeschossen. Originalteile des in der Nähe von Krakau geborgenen Wracks sind in den Nachbau integriert. Unter dem Flugzeug, das als ein Symbol für Hoffnung in aussichtsloser Lage gilt, finden häufig Veranstaltungen statt. Weiter werden in der Halle B ausgewählte Berichte von Aufständischen präsentiert, die vom Museum im Rahmen des Projektes „Archiwum Historii Mówionej“ (Archiv der erzählten Geschichte) gesammelt wurden.
Das Untergeschoss der Halle B beherbergt eine Dokumentation des Lebens der deutschen Besatzer in Warschau.

## Gedenkmauer

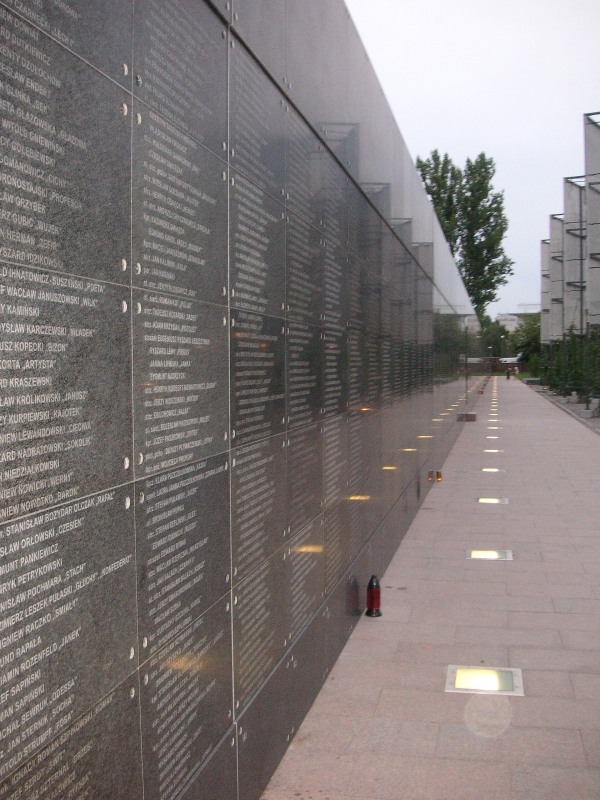
Mauer des Gedenkens

Außerhalb der Ausstellungshalle, im Park Wolności (Freiheitspark) befindet sich eine 156 Meter lange Gedenkmauer, auf der die Namen von ca. 10.000 gefallenen Aufständischen eingraviert sind. Die Liste wird laufend erweitert, da Angehörige immer neue Namen melden.

## Weitere Tätigkeiten des Museums
Das Museum des Warschauer Aufstandes besteht nicht nur aus der ständigen Ausstellung, sondern führt als kulturelle Institution vielfältige Projekte und Veranstaltungen durch.

### Archiv der erzählten Geschichte
Im Oktober 2004 wurde das Projekt „Archiv der erzählten Geschichte“ ins Leben gerufen, das zum Ziel hat, mit allen noch lebenden Aufständischen ein Interview aufzuzeichnen. Der Fragenkatalog, der von einem Team aus Historikern und Soziologen vorbereitet wurde, konzentriert sich nicht allein auf den Warschauer Aufstand, sondern bezieht sich auch auf das Leben der Aufständischen vor dem Krieg, ihr Engagement während der Besatzung und ihr Schicksal nach dem Krieg. Die gesammelten Materialien stellen interessante Quellen für Forschungen zum polnischen Untergrundstaat dar.
Im Moment befinden sich im Archiv über 1000 Interviews, die auch auf der Website des Museums zugänglich sind.

### Bildung

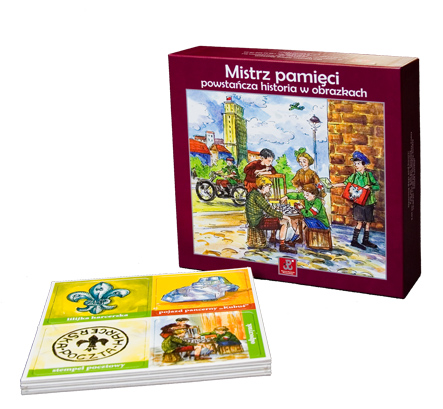
Belehrende Spielsachen

Seit Januar 2005 führt die Bildungsabteilung des Museums Unterrichtseinheiten für Schüler aller Altersstufen durch. Deren Inhalte wurden von erfahrenen Pädagogen vorbereitet und sind dem Alter der Teilnehmer angepasst. Erstklässler befassen sich beispielsweise mit den Symbolen der Aufständischen, Schüler mittleren Alters lernen die Rolle der Presse kennen, indem sie selbständig eine Zeitung mit Artikeln zu einem bestimmten Tag des Aufstands erstellen, während ältere Schüler theoretische Themen behandeln, etwa die Frage, ob der Ausbruch des Aufstands gerechtfertigt war. Die Veranstaltungen finden im „Saal des kleinen Aufständischen“ oder im Jan-Nowak-Jeziorański-Saal, dem Vortragssaal des Museums, statt.

### Instytut Stefana Starzyńskiego
Das dem Museum angeschlossene Stefan-Starzyński-Institut beschäftigt sich mit der Stadt Warschau und konzentriert sich dabei vor allem auf die neuesten Entwicklungen. Festivals, Wettbewerbe und Vorträge sollen dazu beitragen, dass Warschau von seinen Bewohnern als moderne und dynamische Stadt wahrgenommen wird. 2008 organisierte das Institut u. a. die dritte Auflage des Festivals „Niewinni Czarodzieje – Tyrmand, Komeda, Polanski“, das an die kurze Phase der kulturellen Blüte nach dem Ende des Stalinismus 1956 erinnerte, gab einen Stadtführer zu in Warschau spielenden Kinofilmen heraus und stellte in einer Vortragsreihe aktuelle und historische Architekturprojekte vor. Im November 2009 erscheint der deutschsprachige Stadtführer „Warschau – der thematische Führer durch Polens Hauptstadt“ von Grzegorz Piątek und Jarosław Trybuś.

## Anmerkung
1. ↑   Vgl. DHM - Kriegsverlauf, Das besetzte Polen